# Саматов, Тимур Ильгизович
Тимур Ильгизович Саматов (тат. Тимур Илгиз улы Саматов; род. 4 апреля 1992, Казань, Республика Татарстан, Россия) — российский государственный деятель. Кандидат экономических наук (2019). Заместитель министра промышленности и торговли Республики Татарстан (2016—2022), министр промышленности и торговли Луганской Народной Республики (2022—2024).
Из-за вторжения России на Украину, находится под международными санкциями Евросоюза и ряда других стран

## Биография
Тимур Ильгизович Саматов родился 4 апреля 1992 года в Казани. Учился в школе № 9. В 2013 году окончил Российский экономический университет имени Г. В. Плеханова со степенью бакалавра экономики, а в 2015 году там же закончил магистратуру в области торговой политики и международной торговли.
В 2013—2016 годах был ведущим, и затем главным специалистом-экспертом отдела военно-технического и международного сотрудничества департамента авиационной промышленности министерства промышленности и торговли Российской Федерации. В 2016 году назначен заместителем министра промышленности и торговли Республики Татарстан. Одновременно, по совместительству стал старшим преподавателем кафедры экономики и организации производства Казанского государственного энергетического университета. В 2019 году получил учёную степень кандидата экономических наук, защитив в Институте проблем рынка РАН диссертацию на тему «Обеспечение экономической безопасности промышленного комплекса региона (на примере Республики Татарстан)». В 2022 году вошёл в федеральный кадровый резерв управленческих кадров от Татарстана. В том же году стал республиканским координатором проекта партии «Единая Россия» под названием «Выбирай своё», созданного с целью импортозамещения в условиях санкций
В 2022 году в ходе интеграции непризнанной Луганской Народной Республики с Россией назначен министром промышленности и торговли ЛНР, а затем освобождён от должности заместителя министра промышленности и торговли Республики Татарстан. Вошёл в число назначенцев — выходцев из Поволжья, где ранее долгое время работал первый заместитель главы администрации президента Российской Федерации С. В. Кириенко, курирующий самопровозглашённые республики на оккупированных территориях Украины.

## Санкции
26 сентября 2022 года, на фоне вторжения России на Украину, правительство Великобритании наложило санкции на Саматова как российского чиновника, действия которого угрожают территориальной целостности, суверенитету или независимости Украины посредством участия в организации фиктивного референдума в ЛНР.
29 сентября 2022 года внесён в санкционный список Канады против высокопоставленных чиновников на оккупированных Россией территориях «за то, что он способствовал и поддерживал фиктивные референдумы президента Путина».
16 декабря 2022 года, внесён в санкционный список Европейского союза за поддержку и реализацию политики, подрывающей территориальную целостность, суверенитет и независимость Украины так как «в составе так называемого правительства незаконно аннексированной Луганской области, он участвует в сепаратистской деятельности и ответственен за организацию референдума о вхождении Луганска в состав России».
По аналогичным основаниям находится под санкциями Швейцарии, Новой Зеландии и Японии

## Награды
- Благодарность Президента Российской Федерации (2023 год)[22].
- Медаль «За доблестный труд» (2022 год) — за большой вклад в социально-экономическое развитие республики и плодотворный труд[23].
- Благодарность кабинета министров Республики Татарстан (2022 год), президента Республики Татарстан (2020 год), почётная грамота министерства промышленности и торговли Российской Федерации (2020 год), министерства промышленности и торговли Республики Татарстан (2019 год)[1].

## Личная жизнь
Не женат. В 2017 году сразу после назначения на пост заместителя министра задекларировал 631 тысячу рублей и квартиру площадью в 91 квадратных метров в пользовании, тогда как в 2022 году — 1 миллион 800 тысяч и 193-метровую квартиру.